# Caudron C.59
Dimensions
Le Caudron C.59 était un avion d'entraînement biplace français. Biplan, de construction en bois, il avait un revêtement entoilé. Il effectua son premier vol en août 1921. Il fut construit en très grande quantité : 1 800 exemplaires dont environ 1 000 pour l'Aéronautique Militaire française et 800 pour l'exportation. Il donna naissance à un dérivé, le Caudron C.491.

## Pays opérateurs
Argentine
- Force aérienne argentine

 Brésil
- Force aérienne brésilienne

 Bulgarie
- Force aérienne bulgare

 République de Chine
- Force aérienne de la république de Chine

 France
- Armée de l'air française
- Force maritime de l'aéronautique navale

 Finlande
- Armée de l'air finlandaise

 Portugal
- Force aérienne portugaise

 Roumanie
- Force aérienne roumaine

 Espagne
- Forces aériennes de la République espagnole[2]

 Espagne
- Armée de l'air espagnole

 Turquie
- Armée de l'air turque

 Venezuela
- Aviation nationale du Venezuela